# Paratetraneuromyia nobilis
Paratetraneuromyia nobilis är en tvåvingeart som först beskrevs av Ephraim Porter Felt 1913.  Paratetraneuromyia nobilis ingår i släktet Paratetraneuromyia, och familjen gallmyggor. Arten är reproducerande i Sverige.